# Coro Claudio Monteverdi di Crema
Il coro "Claudio Monteverdi" ("Associazione Corale Culturale Coro "C.Monteverdi" di Crema") è un complesso corale costituito a Crema nel 1986 per iniziativa del suo attuale direttore, Bruno Gini.

## Storia
Il coro si occupa principalmente della produzione sacra del compositore Francesco Cavalli (Francesco Caletti-Bruni); tuttavia, il suo repertorio spazia dalla polifonia classica alla produzione contemporanea.
All'attività del coro misto si affianca anche quella di altre tre formazioni: le voci bianche, il coro femminile, il coro cameristico e il gruppo madrigalistico "Nuova Musica"

## Principali concerti
- 2000   "Gran Concerto per il Giubileo" del Comune di Crema, con brani composti appositamente da compositori contemporanei (F.Testi, G.Robotti e T.Zardini,C.Pedini,P.Coggiola)
- 2001   Concerto in collaborazione con la Scuola Civica di Milano (musiche di Haydn, Cavalli, Buxtehude, Faurè).
- 2001 Concerti del coro giovanile e di voci bianche a Ribe (Danimarca).
- 2002   Prima esecuzione moderna del Vespro della Beata Vergine di Francesco Cavalli
- 2006   Prima esecuzione moderna dei Vesperi delle Cinque Laudate di Francesco Cavalli nel Duomo di Crema.
- 2006 Partecipazione all'oratorio "Santa Francesca Romana" del canonico Giulio D'Alessandri (maestro concertante Danilo Costantini- Basilica di S. Simpliciano (Mi).
- 2007   Midday Recital nella Cattedrale di Canterbury (UK) e Concerto nella Chiesa di St. Mildred's (Canterbury, UK).
- 2008   Prima esecuzione moderna di tutti i Magnificat di Francesco Cavalli.
- 2009   Partecipazione all'opera "Ero e Leandro" di G. Bottesini; concerti a Brescia e a Crema con musiche sacre di Pietro Gnocchi.
- 2010 Concerti a Crema e in diverse località della Lombardia.
- 2011 Concerto a Londra, Evensong e Midday Recital nella Cattedrale di Canterbury (UK) e concerto nella Chiesa di St.Mildred's.
- 2012 Concerto a Crema, Auditorium B.Manenti,con l'esecuzione delle Sinfonie Arie e Cori di F. Cavalli.
- 2012 Concerto di Natale a Brusio (Canton Grigioni- Ch).
- 2012 Concerto di Natale presso il teatro S. Domenico di Crema.
- 2013 Concerti in diverse località della Lombardia(Lodi, Chiavenna ecc.) partecipazione alla manifestazione nazionale "I mondi di carta" a Crema.
- 2014 Concerto per la riapertura della Cattedrale di Crema con l'esecuzione in prima assoluta moderna del Vespero delle Domeniche di F. Cavalli.
- 2014 Concerto nella Sala P. da Cemmo di Crema con l'esecuzione di composizioni inedite di B. Bettinelli;
- 2014 Concerti di Natale a Crema e a Casalbuttano.
- 2015 Pubblicazione del cd "Il vespero delle Domeniche " di F. Cavalli (Dynamic)
- 2015 Concerto presso l'Auditorium "B. Manenti" ,Chiesa di S. Bernardino - Crema con l'esecuzione di composizioni di C. Monteverdi,H. Purcell e J.S. Bach.
- 2015 Partecipazione alla terza edizione dei "Mondi di Carta" con l'esecuzione di brani di canto gregoriano e di polifonia sacra e profana.
- 2015 Concerto di Natale  "Auditorium B.Manenti" - Crema.
- 2016 Concerto "Auditorium B. Manenti" 15 maggio e registrazione discografica (Abbadia Cerreto) (Lo) del Vespero della Beata Vergine a otto voci di F. Cavalli per il trentesimo di fondazione del coro.
- 2016 Concerto nella Chiesa di S. Trovaso a Venezia, Domenica 22 maggio.
- 2016 - Dicembre ,concerto di Natale Auditorium B. Manenti" - Chiesa di S. Bernardino- Crema in collaborazione con l'Orchestra "G. d'Arezzo" di Melzo.Esecuzione del Gloria di A. Vivaldi, Coronation Anthems di G. F. Haendel, Come ye Sons of Arts di H.Purcell.
- 2017 - Maggio - concerto presso il castello di Padernello (Bs)-Composizioni di G. G. Gastoldi, W .A .Mozart, F .Mendelssohn e R. Schumann.
- 2017 - Maggio - concerto ad Agnadello (Cr) - Composizioni di F. Cavalli, C. Monteverdi, A. Vivaldi e M. Robotti.
- 2017 - Ottobre -concerto presso il Santuario "Madonna delle lacrime" - Treviglio (Bg- Composizioni di F.Cavalli,C.Monteverdi,H.Purcell e brani inediti di B. Bettinelli.
- 2017 - Dicembre- concerto di Natale, Crema Auditorium "B.Manenti" e Sergnano.Esecuzione dei Carols e del brano Puer natus di C.Mandonico per coro e orchestra di fiati.
- 2018 - Giugno-luglio tre concerti in collaborazione con l'Orchestra sinfonica "G.Verdi" di Milano, (Lodi-Crema-Milano) direttore Carlo De Martini e Bruno Gini. Brani di Marco Robotti, G. Mahler, G. Fauré, G. P. da Palestrina.C. Monteverdi e F .Cavalli.
- 2018 - Ottobre - concerto a Rivolta d'Adda in occasione della canonizzazione del Beato A.Spinelli.Brani di G.P.da Palestrina,C.Monteverdi,H.Purcell,F.Cavalli,G.Fauré.
- 2018 - Dicembre - Concerti di Natale a Crema, Palazzo Pignano e Chiavenna con l'ensemble "I Fiati di Crema". Brani di Z. Kodàly,  G. Gabrieli, M. Robotti e C. Gounod.
- 2019 - Maggio Concerto a Brignano (Bg) nell'ambito della XXV Rassegna "I Venerdì di maggio". Giugno- Concerto presso la Chiesa di Abbadia Cerreto (Lo)
- 2019 - Dicembre-Concerti di Natale a Casaplusterlengo e Crema con l'esecuzione dell'Oratorio "L'adorazione dei Magi" di C.Mandonico per soli coro e orchestra.
- 2020 - Gennaio - Concerto a Segnano (Cr) per i 100 anni della fondazione della Banda di Sergnano  "L'adorazione dei Magi" di C.Mandonico.
- 2020 - Agosto/Settembre, registrazione degli Inni e Salmi concertati di F. Cavalli, presso la Chiesa di Abbadia Cerreto (Lo).
- 2020 - Settembre, concerto a Soncino (Cr) presso la Chiesa S. Maria delle Grazie. Brani di J.des Prez, Gaffurio, Palestrina, Cavalli.
- 2021 - Giugno, concerto a Crema (Cr) presso l'Auditorium "B. Manenti" - Chiesa di S. Bernardino . Vespero della B.V.M. di F. Cavalli.
- 2021 - Ottobre, prima esecuzione assoluta in tempi moderni dell'Oratorio "The garden of Olivet" di G. Bottesini (Crema,1821- Parma,1889), nel bicentenario della nascita.
- 2021 - Ottobre, concerto a Soncino (Cr) presso la chiesa delle Grazie . Esecuzione del Vespero della B.V.M. di F. Cavalli.
- 2021 - Dicembre, tradizionale concerto di Natale presso la cattedrale di Crema.
- 2022 - Maggio/Giugno ,concerti a Capergnanica (Cr) e ad Abbadia Cerreto (Lo) di musica polifonica a cappella .Brani di G.P. da Palestrina, C. Monteverdi, F. Schubert,                F. Mendelssohn, E. Grieg.
- 2022 - Giugno, registrazione degli Inni e Salmi concertati di F. Cavalli a tre, quattro e cinque voci.
- 2022 - Settembre/ottobre, Concerti in Provincia di Sondrio a Lovero, Bormio e a Chiavenna nell'ambito del Concorso "Voci d'Italia".
- 2022 - Novembre, concerto in ricordo di Pietro Pasquini presso l'Auditorium "B. Manenti" -Chiesa di S. Bernardino, Crema con brani di C. Monteverdi e F. Cavalli.
- 2022 - Dicembre, concerti di Natale a Cornate d'Adda e a Crema.
- 2023 - Settembre, concerto a Crema presso la Sala P. da Cemmo nell'ambito del Congresso mondiale dei Medici scrittori .
- 2023  - Ottobre ,concerto a Soncino presso la Vecchia Filanda .
- 2023 - Dicembre,concerti di Natale presso l'Auditorioum "B.Manenti" di Crema e a Vicosoprano (Ch).
- 2024 - Giugno , concerto presso l'Auditorium "B.Manenti"  per il XLI Festival pianistico internazionale "M.Ghislandi" in ricordo di Giulia Polenghi ved. Duse.Omaggio a Beethoven.

## Discografia
- 1996 Registrazione della "Messa Concertata e Magnificat a 8 voci" di Francesco Cavalli (Sarx record)
- 1997 Registrazione della "Messa Furtiva" e dei "Madrigali a 5 voci" di Giovan Battista Leonetti, compositore cremasco.(Stradivarius)
- 1998 Registrazione integrale delle composizioni sacre Messe a 8 voci) e profane (Madrigali a 5 voci) di Giovan Battista Leonetti (Tactus)
- 2001 Registrazione dei Madrigali di G.B.Caletti e delle Canzonette amorose spirituali di O. Ballis (Tactus) "Nuova Musica" Gruppo Madrig. del Coro Monteverdi
- 2003 Registrazione della "Missa Pro Defunctis" e mottetti di Francesco Cavalli (Florin Cezar Ouatu,Yetzabel Fernandez Ariaz (Tactus)
- 2006 Registrazione dei "Vespero delli Cinque Laudate" e di altri mottetti di Francesco Cavalli (Dynamic)
- 2008 Registrazione di tutti i "Magnificat" ,Salmi concertati e Canzoni strumentali di Francesco Cavalli (Dynamic)
- 2009 Video registrazione e partecipazione del coro alla rappresentazione dell'opera "Ero e Leandro" (Dynamic)
- 2009 Registrazione Messe, Magnificat, Mottetti e Concerto di composizioni di P. Gnocchi (La bottega Discantica)
- 2010 Registrazione del Cd  "Concerto di Natale" (Dancing day di J. Rutter , A Ceremony of Carols di B. Britten e Carols per coro misto) (ACM1)
- 2011 Presentazione del cd "Venticinque anni in coro"(ACM2)
- 2012 Registrazione del cd "Sinfonie, Arie e Cori" di F. Cavalli (ACM3) (Mezzosoprano, Lucia Cirillo)
- 2013 Registrazione del cd  "Rejoice" (Cori dal Messia di G. F. Haendel) e Carols (ACM4)
- 2014 Registrazione del cd "Vespero delle Domeniche" di F. Cavalli  (Dynamic)
- 2016 Registrazione del cd "Vespero della Beata Vergine, Antifone mariane e Canzoni/Sonate" di F. Cavalli (Dynamic)
- 2018 Registrazione "live" (dvd e cd) del concerto del 1 luglio presso l'Auditorium "B.Manenti" di Crema. Brani di Palestrina, Monteverdi, Cavalli, Malher, Fauré e Robotti.
- 2020 Registrazione del cd "Inni e Salmi " concertati a 2,3,4,e 5 voci di F. Cavalli.
- 2021 Registrazione "live" (dvd e cd) dell'Oratorio The garden of Olivet di G.Bottesini.
- 2022 Uscita del cd Hyms and Psalms di F. Cavalli (Dynamic)
- 2022 Registrazione del cd "Inni e Salmi " concertati a 3,4 e 5 voci di F. Cavalli.
- 2023 - Registrazione Confitebor  a 8 voci concertato in prima assoluta di F. Cavalli .
- 2024 - Uscita del cd Hymns Psalms and Song di F. Cavalli (Dynamic)